# Повлє
Повлє (словен. Povlje) — поселення в общині Крань, Горенський регіон, Словенія. Висота над рівнем моря: 613,9 м.